# 汐止國民運動中心
25°03′55.0″N 121°39′25.6″E / 25.065278°N 121.657111°E
新北市汐止國民運動中心是台灣新北市第10座動工的運動中心，也是汐止區第1座國民運動中心，位於汐止區綜合運動場內，為一座地上8層的建築物，2014年7月28日動工，2016年7月22日完工，2016年9月24日啟用，2016年9月24日至10月7日試營運，根基營造建造，中國青年救國團營運。因為汐止國民運動中心旁已有一座室內游泳池「新北市汐止游泳館」，新北市汐止游泳館只進行整修成為「新北市汐止國民運動中心游泳館」。汐止國民運動中心的特色設施為棒球打擊練習場。

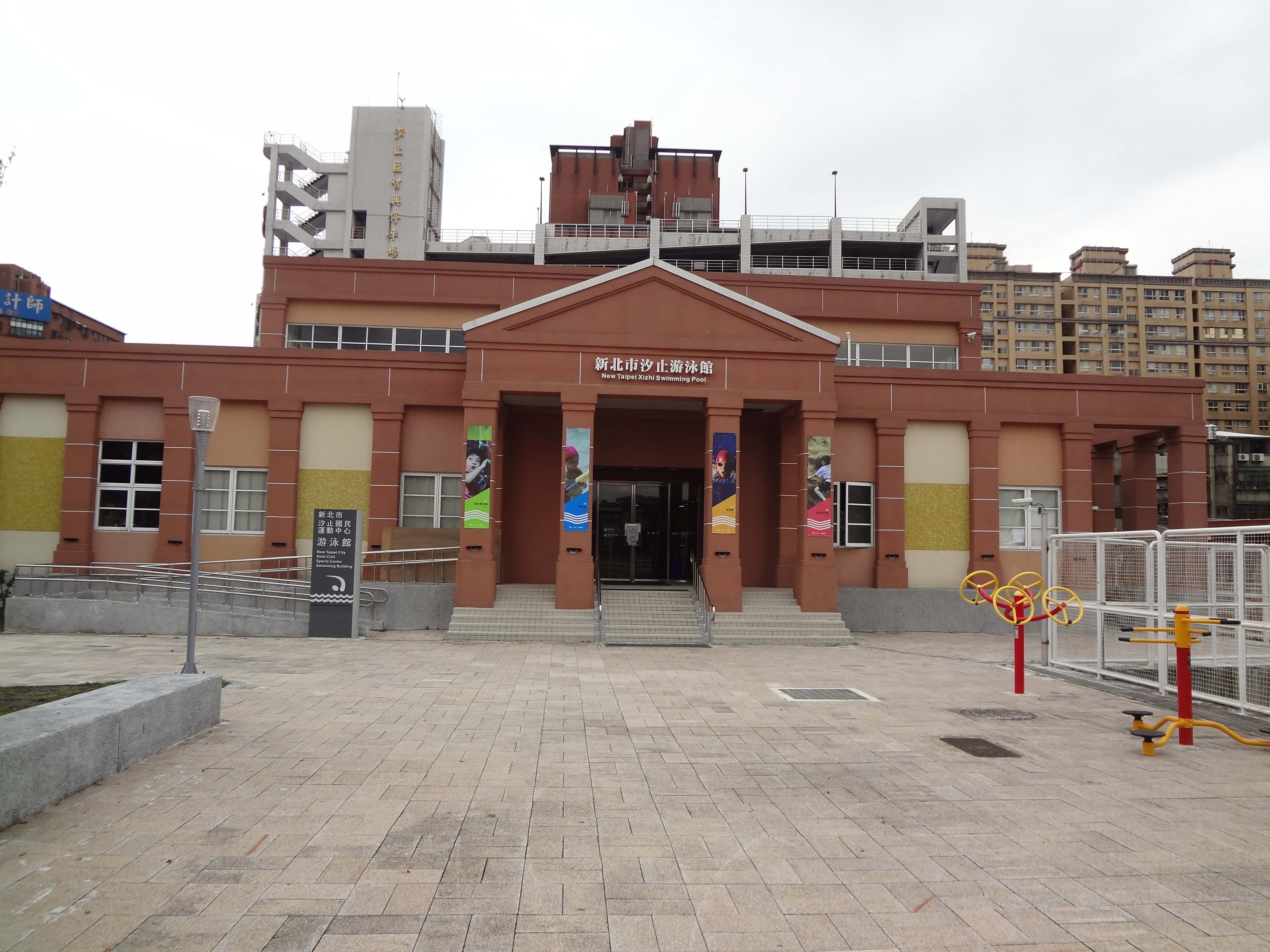
汐止國民運動中心游泳館

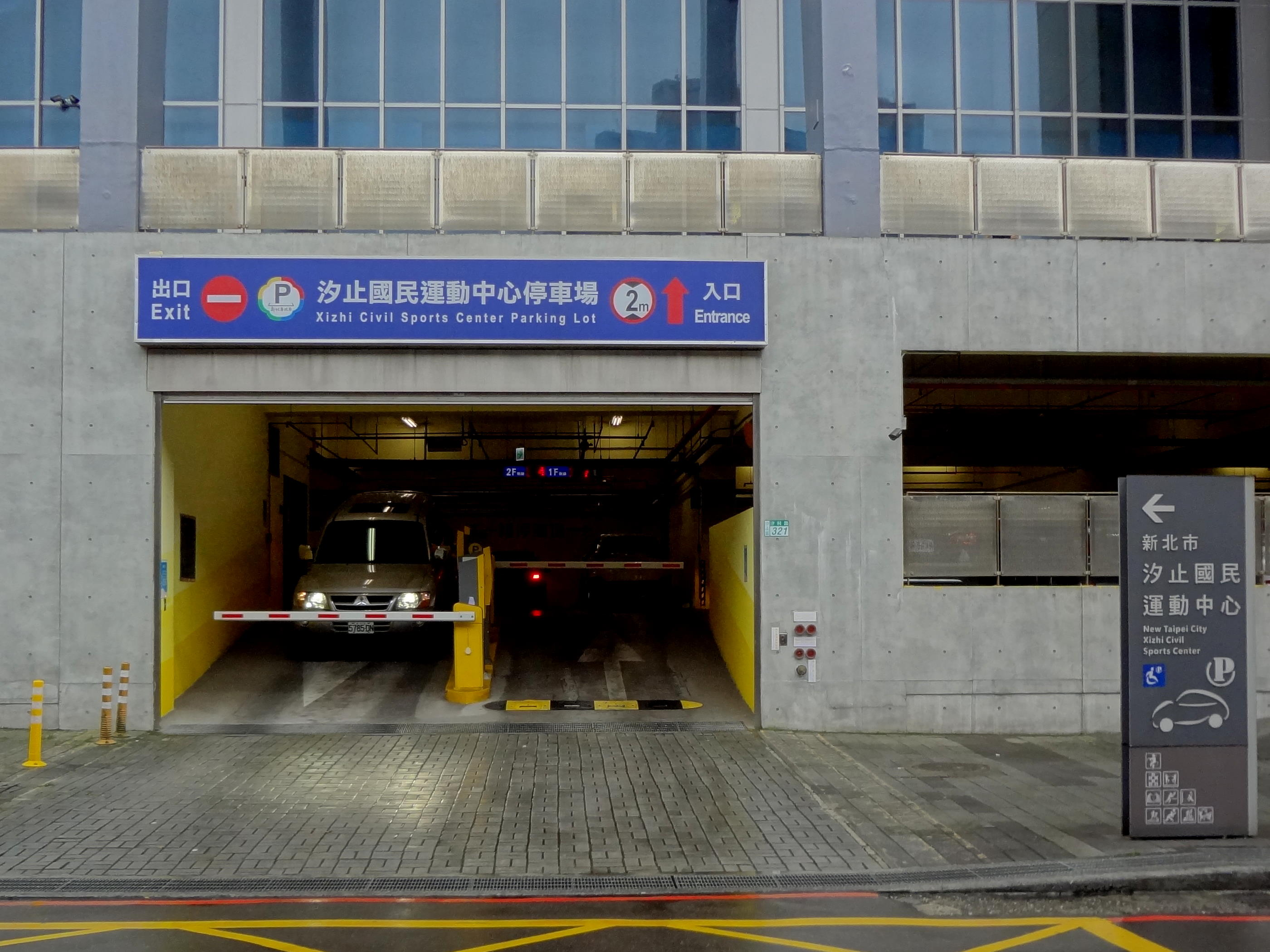
汐止國民運動中心汽車停車場入口，門牌號碼繫於此

汐止國民運動中心門牌號碼「新北市汐止區汐科路321號」，係於該中心汽車停車場入口。

## 設施介紹
| 樓層 | 樓層用途           |
| ---- | ------------------ |
| 1F   | 停車場             |
| 2F   | 停車場             |
| 3F   | 羽球場、兒童遊戲室 |
| 4F   | 韻律教室           |
| 5F   | 體適能中心         |
| 6F   | 綜合球場           |
| 7F   | 壁球場             |
| 8F   | 棒球打擊場         |

## 交通資訊

### 公車
- 大同路：605(臺北-五堵)、629(松山-五堵)、919、668、藍22等，於「汐止國中」站或「汐止公園」站下車，步行往新台五路方向，至新興路左轉即可抵達，約6分鐘
- 新台五路：藍15(昆陽-汐止)、907、957、605(新台五線)於汐止區行政中心下車，步行穿過綜合體育場即可抵達

### 捷運
- 松山新店線松山站再步行2分鐘至臺鐵，搭火車至汐止車站後，約步行6分鐘至汐止國民運動中心

### 自行開車
- 從國道1號的10-汐止號出口下交流道，朝汐止/台5甲線前進靠左，循著汐止市區的路標走，走禮門街和水源路一段前往汐科路，約3分鐘到汐止國民運動中心

## 外部連結
- 汐止國民運動中心 （页面存档备份，存于）
- 新北市政府體育處—汐止國民運動中心 （页面存档备份，存于）
- 汐止國民運動中心的Facebook專頁